# CNN Center

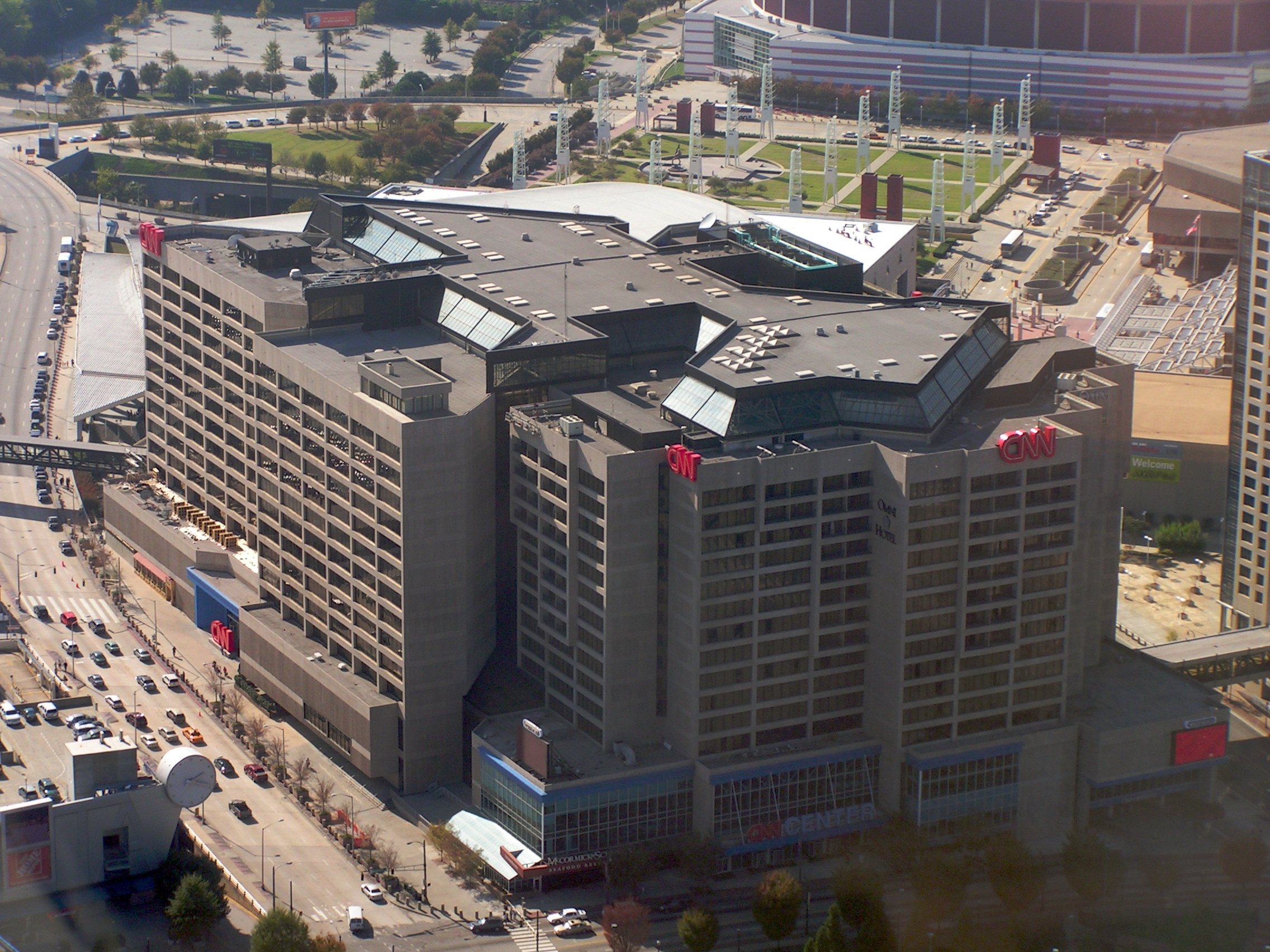
Vue aérienne du CNN Center.

Le CNN Center est le siège du groupe de télévision Cable News Network. Il est situé dans le centre-ville d'Atlanta, en Géorgie.